# Xian de Yichuan (Henan)
Pour les articles homonymes, voir Yichuan.
Le xian de Yichuan (chinois : 伊川县 ; pinyin : Yīchuān xiàn) est un district administratif de la province du Henan en Chine. Il est placé sous la juridiction de la ville-préfecture de Luoyang.

## Démographie
La population du district était de 713 791 habitants en 1999.